# 湯之尾温泉
湯之尾温泉（ゆのおおんせん）は、鹿児島県伊佐市菱刈川北（旧国薩摩国）にある温泉。菱刈は現在も稼動する金鉱山で知られるが、新しく引かれた源泉も金採掘中に噴出した副産物であり、それを有効活用したもの。

## 泉質
- 炭酸水素塩泉[4]。無色透明・無臭[4]。

かつて用いられていた源泉は温度が低かったが、新たな泉源によって温度が上昇した。摂氏65度。また、金の成分を含んでいるともいわれる。

## 温泉街
川内川右岸の河畔にある。河畔には間欠泉も有った旧来の温泉街は温泉水の汲みすぎに因る（金山の運営により現在の源泉を汲み出すようになってからより顕著になった）地盤沈下が深刻であったため、費用の大部分を菱刈鉱山運営会社の住友金属鉱山が負担して約600m下流に旅館ごと移転させた。家庭的で素朴な旅館が多い。

## 歴史
古くから里人や道行く旅人らが疲れを癒していたといわれるが、本格的に温泉地として開けたのは文化7年（1810年）頃から。
1984年に泉源が涸渇してしまうが、菱刈鉱山の副産物であった温泉水の一部を、第三セクター菱刈泉熱開発を介して各旅館に配湯。以後は泉温も高くなり、新規の旅館も誕生した。
2003年の局地的な豪雨により、パイプラインが破損。配湯がストップするという事態が起こった（現在は復旧している）。

## アクセス
- 鉄道：JR肥薩線栗野駅下車、バスで約15分。